# Humedal Boca Maule
El Humedal Boca Maule, también conocido popularmente como «Río Maule», es un humedal ubicado en la comuna chilena de Coronel, en la provincia de Concepción, Región del Biobío, específicamente entre los sectores de Buen Retiro y Maule. Dados sus recursos naturales y su compleja biodiversidad, es uno de los ecosistemas naturales más importantes de la ciudad y según algunas fuentes, también un monumento histórico

## Geografía
El humedal posee 55 hectáreas de superficie, que atraviesan a Coronel de Oriente a Poniente, desde el puente de Paso Seco Sur hasta la desembocadura del estero homónima, siendo este sector es uno de los pocos pulmones verdes que tiene la zona carbonífera.
El importante recurso natural de la zona está asociado a un extenso sistema hidrológico proveniente de la Cordillera de Nahuelbuta, compuesto por una compleja red de cursos superficiales, napas subterráneas, ríos, lagunas, esteros y humedales, siendo uno de sus mejores exponentes este ecosistema perteneciente al Humedal Boca Maule. En la actualidad, el Humedal actúa como el más importante de los controladores hidrológicos de una compleja red de esteros y canales de origen fluvial que desembocan en el Estero Maule y finalmente en el Océano Pacífico, lo que hace importante mantener sus condiciones funcionales para la estabilización
climática y principalmente prevenir inundaciones río arriba en las zonas urbanas ya consolidadas, tales como los sectores de Lagunillas, Buen Retiro, Camilo Olavarría, Yobilo, y los nuevos barrios en proceso de ejecución: La Peña y el conjunto residencial Enrique Molina Garmendia. De hecho, la particularidad de este Humedal es que desembocan tres esteros, lo que ya en sí es un recurso valioso. Además de ello, el lugar posee un reconocido valor arqueológico.
Destacan también en su entorno los accidentes geográficos del cerro Arenas Blancas, así como la urbanización histórica de estilo inglés en el
sector de la localidad de Maule.

## Flora y fauna

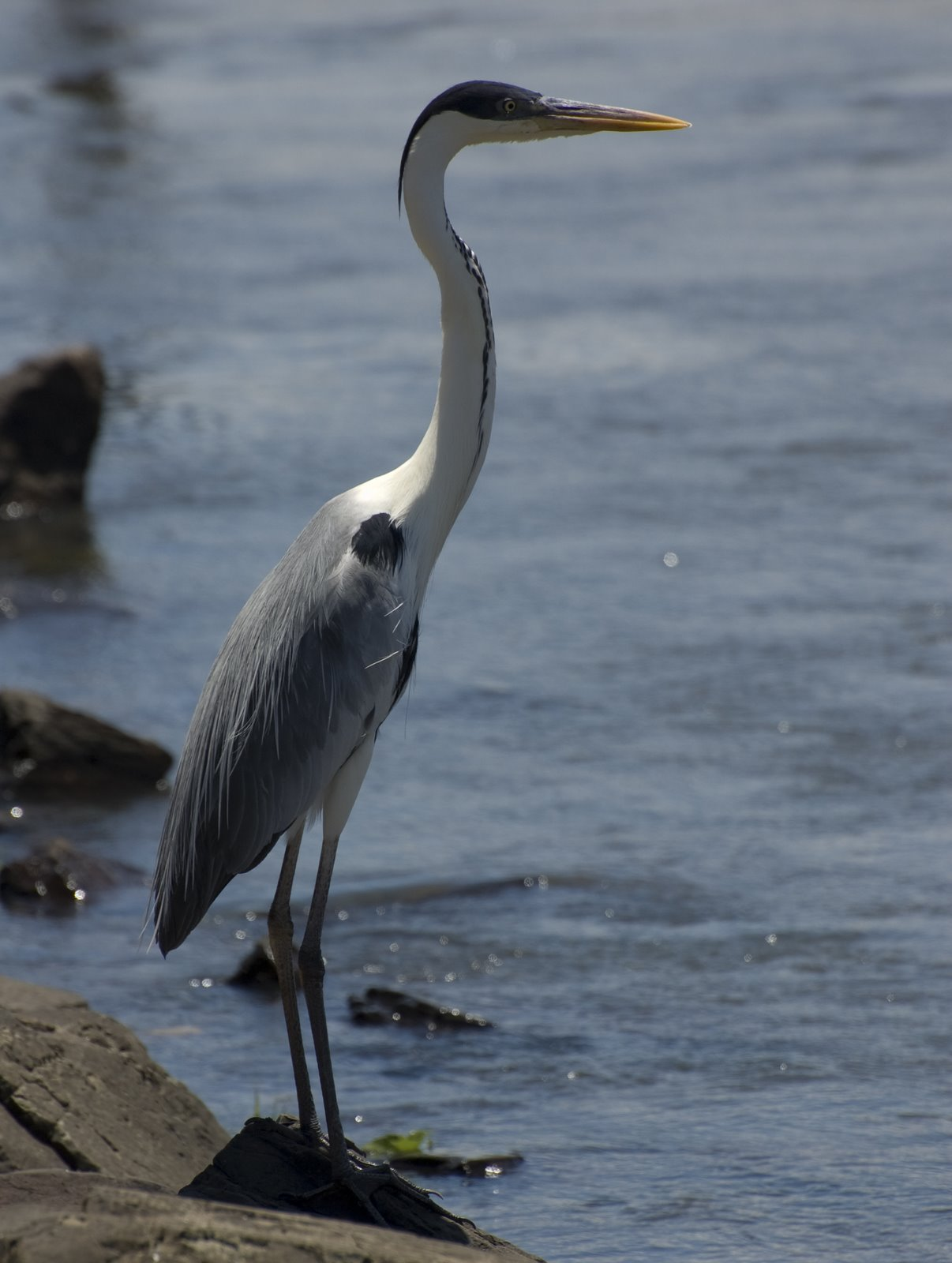
La garza cuca es una de las especies de aves que habitan el humedal.

Dentro de sus atributos, destaca por ser un área ambientalmente sensible, con una riqueza en la flora y fauna asociada a la presencia de una biodiversidad de aves y vegetación predominantemente hidrófila de juncos, totoras y especies flotantes a lo largo de sus riberas.
El humedal posee una compleja biodiversidad, pudiéndose encontrar en ella aves como la garza cuca, patos yecos, patos cormoranes y pájaros siete colores.

## Riesgo medioambiental
Durante años este sector estuvo olvidado, siendo actualmente un basural utilizado por personas particulares y empresas privadas, en especial del área de la construcción.
Dentro del Gran Concepción, el área urbana de Coronel cuenta con el más alto déficit de espacios verdes públicos (78,8%) en la intercomuna, con la agravante de estar situada dentro de las tres ciudades más contaminadas de la región, situación que ha obligado a la autoridad ambiental a concretar una inminente declaratoria de «Zona Saturada de Contaminación» por material particulado PM10. Si bien antes del año 2008 la superficie de áreas verdes por habitante era solo de 1 m² y en 2011 alcanzó los 2.5 m², el estándar mundial es de 9 m² por habitante. Todos estos antecedentes son motivo de interés y preocupación para este municipio, que lo han obligado a planificar estrategias para revertir las actuales tendencias decrecientes en materia ambiental.

## Fallido santuario de la naturaleza
Desde el año 2009, Coronel se encuentra desarrollando el «Plan Maestro de Recuperación de Humedal Boca Maule», que incluye diversas iniciativas tendientes a recuperar y proteger el lugar, además de integrarlo con su entorno urbanístico.
La decisión de convertir esta extensa área verde en Santuario de la naturaleza fue tomada en parte gracias a la inquietud de los vecinos, considerando los potenciales impactos sociales, naturales, urbanísticos, turísticos y económicos, lo que significaría poner en valor la localidad de manera sustentable y evitar tomas ilegales.
El día 21 de octubre de 2011 las autoridades locales dieron inicio al proceso de solicitud de su declaración como santuario de la naturaleza.
En primera instancia, se pretende invertir en la realización de un estudio científico que logre identificar los distintos tipos de especies existentes en el humedal, lo que se espera esté listo a finales de 2011, para así tener claridad sobre la diversidad de la fauna que habita en el lugar. Posteriormente, el proyecto será presentado formalmente al Ministerio del Medio Ambiente de Chile, del cual dependerá su aprobación o rechazo. Los principales argumentos a favor del proyecto son la mejora en la calidad de vida de los vecinos de los sectores aledaños, el aumento de la plusvalía de los sitios, y la recuperación de un sector histórico de la ciudad, el cual fue la base histórica de la extracción de carbón.
De ser aprobado el proyecto, la Municipalidad de Coronel invertirá 2.000 millones de pesos (aproximadamente 4 millones de dólares) para convertir el Humedal Boca Maule en un paseo familiar, habilitando algunos de sus tramos para la navegación, construyendo senderos, estacionamientos y miradores.
El humedal también es uno de los protagonistas del proyecto urbanístico «Plan de Regeneración Urbana», a cargo del Ministerio de Vivienda y Urbanismo de Chile (MINVU) y que busca convertirlo en un gran parque para la Coronel.
En marzo de 2012 se inició un proceso de limpieza profunda del humedal. Pero en diciembre de 2014, finalmente el proyecto fue rechazado, dado el impacto demasiado local del proyecto, así como por el estado de manutención insuficiente del humedal.